# Lago Autannes
O Lago Autannes é um lago próximo a Grimentz no cantão de Valais, na Suíça. O reservatório tem uma área de 3,3 há e está localizado a uma altitude de 2686 m.